# 无人永生 (游戏)
《无人永生》（又译作）是一款带有隐蔽类游戏元素的第一人称射击游戏。由Monolith Productions开发，Fox Interactive发行。原发布于Windows平台，后移植至PlayStation 2和Mac OS X平台。
玩家操控女主角凯特·阿彻（英語：Cate Archer），一个服务于秘密组织“UNITY”的女特工。除了枪械以外，凯特·阿彻还使用多种伪装成女性时尚用品的道具。

## 评价
无人永生在发售后受到了热烈好评，GameRankings网站上的评分为88.34%，而Metacritic网站上的评分为91/100。在本作刚发售时，不少评论媒体称其是自半条命发售以来最好的第一人称射击游戏。